# Ferdinando Salleo
Ferdinando Salleo (* 2. Oktober 1936 in Messina) ist ein italienischer Diplomat und ehemaliger Botschafter seines Landes in den Vereinigten Staaten (1996–2002), in der Sowjetunion und in Russland.

## Leben
Salleo schloss seine klassischen Studien 1959 an der Universität Rom ab und bekam das Doctor Juris diploma ad honorem (Dr. jur.) an der römisch-katholischen privaten St. Thomas University in Florida fort. Er trat 1960 in den diplomatischen Dienst ein. Er war stellvertretender Generalkonsul in New York, Gesandter (Deputy Chief of Mission, stellvertretender Botschaftsleiter) an den Botschaften in Prag und später in Bonn.
Von 1986 bis 1988 war er Ständiger Vertreter Italiens bei der OECD sowie bei der Europäischen Weltraumorganisation und der Europäischen Organisation für die Nutzung von kommerziellen Satelliten-Kommunikationssysteme (EUTELSAT) akkreditiert.
Vor 1983 bis 1984 war er Gastprofessor für Entwicklungspolitik an der Universität Florenz und von 1985 bis 1986 und Gastprofessor für Theorie der Internationalen Beziehungen an der privaten LUISS in Rom.
Von 1974 bis 1977 leitete er das NATO Department in der Politischen Abteilung, später war Generaldirektor der Wirtschaftsabteilung im italienischen Außenministerium, Generaldirektor der Politischen Abteilung und Generalsekretär des Außenministeriums. Ab 15. Mai 1989 war er italienischer Botschafter in der UdSSR. Ab 10. Januar 1992 war er italienischer Botschafter in Russland.
Von 9. November 1995 bis 25. Februar 2003 war er Botschafter Italiens in den Vereinigten Staaten und als ständiger Beobachter Italiens bei der OSA Organisation Amerikanischer Staaten akkreditiert.
Von 2003 bis 2011 war er stellvertretender Vorstandsvorsitzender der MedioCredito Centrale (MCC), Rom, eine Bank der UniCredit Group.
Seine Beiträge werden in La Repubblica veröffentlicht.

## Veröffentlichungen
- Teoria delle Relazioni Internazionali, 1985.
- Diario Fotografico del Marchese di San Giuliano, 1984.
- Albania: Un Regno per Sei Mesi, 2000.[1]